# 海底ケーブル
1. ポリエチレンの外被
2. マイラーテープ
3. 鋼鉄線
4. アルミニウム耐水膜
5. ポリカーボネート
6. 銅又はアルミニウムのチューブ
7. ワセリン
8. 芯線の光ファイバー

浅瀬におけるケーブルの構造

ヨーロッパの海底送電線（海底電力ケーブル、海底電線）
赤=運用中
緑=建設承認・建設中
青=検討中

海底ケーブル（かいていケーブル、英語: submarine cable）とは、海底に敷設または埋設された電力用または通信用の伝送路一般を指す。ここでは主に通信用ケーブルについて述べる。

## 概要
海底ケーブルは19世紀半ばから、電信(電報)のみで使われた。戦間期に実用化された大陸間の国際電話では短波帯の電波が使われ、また二次大戦後のファクシミリ、テレビ中継などにおいても、インテルサットなどの静止衛星を経由する無線通信がもてはやされていた。しかし大戦後、海底ケーブルは無線よりエコーが少ないなどの理由から、同軸ケーブルや光ファイバーが再び利用されるようになった。やがて1950年代に高圧直流送電線を製造する技術が生まれ、スーパーグリッドが敷設できるようになった。
ケーブルの敷設には膨大なコストがかかるほか、破壊工作や津波などによる切断なども避けられない。また耐水圧力や耐水性、サメなどの水棲動物による噛みつきに耐える強度が得られるまで、かつて使われた銅線仕様のケーブルや現在主流の光ファイバーケーブルの開発には多くの試行錯誤がなされている。
ケーブルの製造・敷設工事は2020年時点でアルカテル・サブマリン・ネットワークス（旧アルカテル・ルーセント）、サブコム（TE SubCom）、NECの子会社であるOCCの3社が寡占している。他に華為技術やタイコも主要メーカーである。
2021年現在、世界には447本の海底ケーブルが張り巡らされており、ケーブルを傷つけないよう必要に応じて漁協などには具体的な敷設域が通知されている。また、概略的な敷設状況についてはインターネット上で一般公開されている。

## 通信技術
通信ケーブルの構造や材質は時代とともに移り変わってきた。戦後しばらくは同軸ケーブルが、今では光ファイバーケーブルが、国際通信の主役として利用されている。通信線を保護するために耐水性のポリエチレンが巻かれ、また水圧や海流による擦れに対しては通信線の周囲をワイヤーを何重にも巻くことで対処している。もちろん絶縁処理も施されている。
架空または地中ケーブルと同様に、中継器と呼ばれる信号の増幅装置を設置する必要がある。中継器は電信ケーブルの時代から存在しており、イギリスのケーブルで最初に中継器が使われたのは1924年であった。現代でも、同軸ケーブルでは数キロメートル単位で、同軸ケーブルより損失が小さい光ケーブルでは数十キロメートル単位で設置されている。同軸ケーブル、光ケーブルともに、中継器用の電力伝送路も持つ。光ファイバーケーブルの中継器は、初期のころはケーブルからの光信号を電気信号に変えてから増幅し、再び電気信号を光信号に戻して出力するという再生型中継器が一般的であったが、1980年代後半に、光信号を電気信号に変えることなく増幅する光ファイバー増幅器が開発され、1990年代から実用化されている。
2地点間を結ぶだけでなく障害発生時にも継続的に利用できるように、ケーブルの経路をリング状に構成する点など、ノード面においても他のケーブルと同一の工夫がされている。日本の周囲には、国内通信用に沿岸部や離島を接続している国内ケーブルと、外洋ケーブルが張り巡らされている。外洋ケーブルは沖縄県具志頭村、神奈川県二宮町などにある海底ケーブル陸揚（りくあげ）局で終端され、日本国内の通信伝送路に接続される。アメリカがフィリピンと結んだ初めての太平洋横断ケーブルの日米分界点は小笠原諸島の父島にあった。なおイギリスの世界一周ルートは大まかに南米／オセアニア／南シナ海であり、そのまま欧州側のテリトリーとなっていく。

## ケーブルの敷設と補修

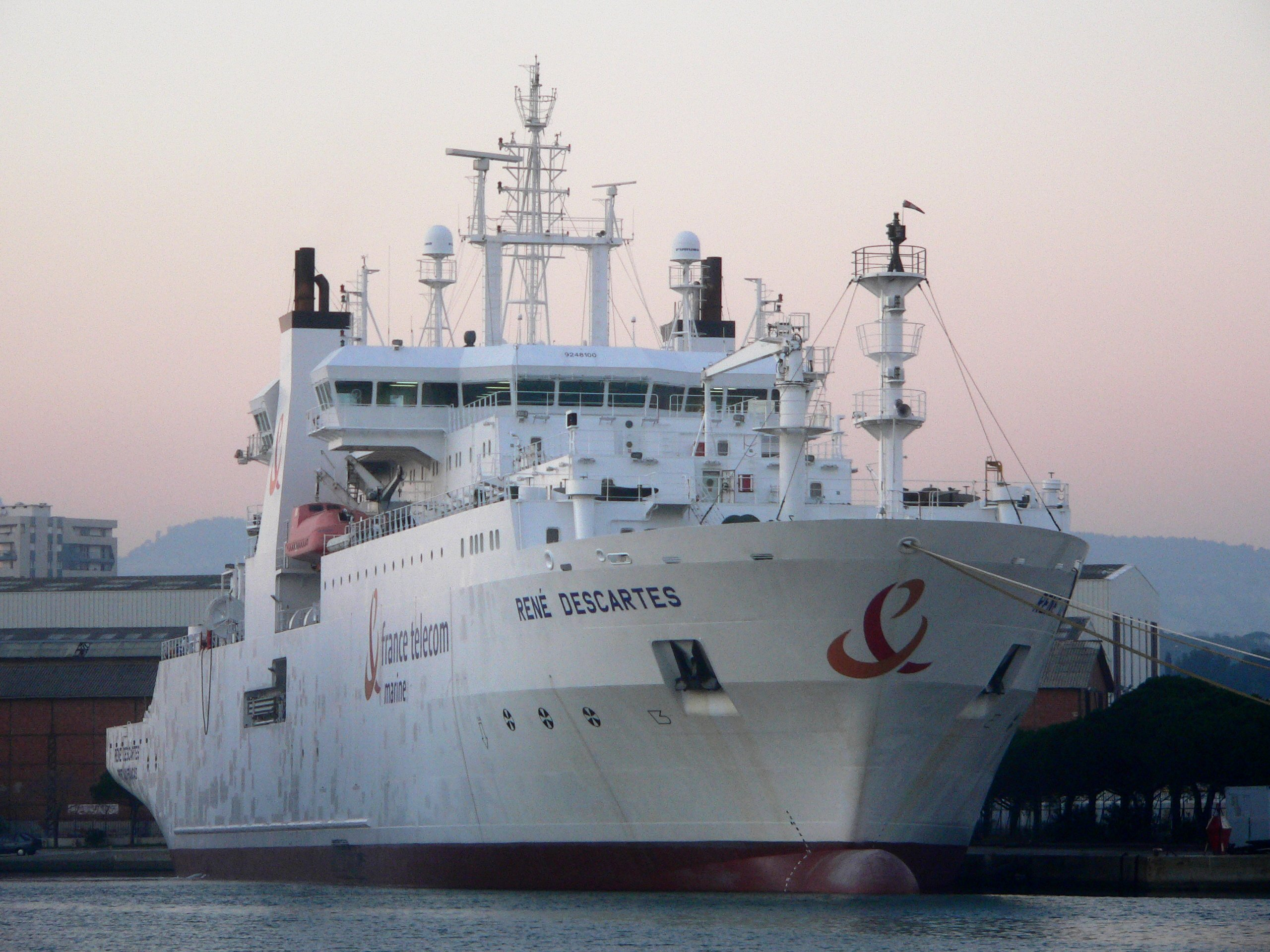
フランステレコムの海底ケーブル敷設船 René Descartes

ケーブル補修の模式図

海底ケーブルの敷設と補修は、海底ケーブル敷設船という特殊船が利用される。19世紀のCSファラデー号（英）や20世紀のKDD丸（日）が世界的に知られている。敷設船が造られる前は、グレート・イースタン号（英）のように、他の目的で造られた船を改造して使用していた。敷設にあたっては、ソナーで海底の地形を調べ、GPSで船の位置を確認しながら行う。そのまま敷設する型と埋設する型がある。海中は共同資源である点から埋設について厳しい制約がある。沿岸部の浅海域では、埋設機により掘り起こしケーブルを敷設。地すべりや底引網、投錨による破損に備えている。
ケーブルが傷ついたり切断したりしてしまった場合は、ケーブルの両端から海底ケーブル敷設船で引き上げ、船上で切れている部分をつなぎ合わせ、再び沈める作業が行われる。過去のケーブル障害の原因はキンクが一般的であったが、敷設技術の向上により減少している。鮫などの大型魚類や歯クジラなどの大型水棲哺乳類などの水棲生物がケーブルを噛む（シャークバイト）こともある。

## 歴史
海底ケーブルは帝国主義、資本主義の発展に伴い世界中に敷設されてきた歴史を持つ。イギリスの君臨した19世紀、世界の電信ケーブルは実に3分の2を電信建設維持会社テルコンが製造した。残りはシーメンスや後述のガタパーチャ社 などが作っていた。ケーブルと関連設備の技術的知識は、テルコンとイースタン・グループによって寡占された。なお、テルコンは1955年にBritish Insulated Callender's Cables（BICC, 現Balfour Beatty）に買収されている。BICCの前身の1つであるカレンダーズ・ケーブル・アンド・コンストラクション・カンパニーは1930年代初め英国送電線網（ナショナル・グリッド）の建設に大活躍した。
最初の実用的な海底ケーブルは1850年、イギリスのドーバーとフランスのカレーの間に開設され、翌年に開局。以降、様々な研究が重ねられ、大西洋横断ケーブルが1858年に開通した。これは2か月半しか稼働しなかったが、1865年に再稼働を果たしている。続いて1903年に太平洋横断ケーブルが商業太平洋海底電信会社によりサンフランシスコ-マニラ間で完成した。
1866年、利用料は最初の20語以内が基本料金20ポンド、あとは1語1ポンド。一般的な労働者年収が60から80ポンドの時代、法外なシステムであった。1890年で1語0.5ポンド。先の大西洋横断ケーブルは当初1分あたり10語前後しか送れなかったものが、1894年には50語以上伝達可能となった。商業用の定型文は語数節減のため暗号化された。また守秘のため欧州外を宛先とするものは1890年で7割も暗号化された。1895-1898年、英印間通信の9割は商用であり、その9.5割が先の方法で語数にしておよそ1/30ほどに短縮された。20世紀の初頭から戦争で無線通信が使われ始め、これと競合したケーブル通信は価格が徐々に安くなった。

### ケーブルの開発
地上での電信網が広がりを見せていた1840年代はじめ、海底ケーブルを用いた電信を実現させようとする動きがおこった。チャールズ・ホイートストンは1843年、テムズ川を横断する電信の実験を行った。また同じ年、サミュエル・モールスもニューヨーク湾で実験を行った。
しかし、これらの実験はどちらも失敗に終わった。電線を覆う絶縁物質に使用していたパラゴムノキを原料とした加硫ゴム（インドゴムと呼ばれていた）が、水に長時間浸したことによって劣化したのが原因であった。
一方、ウィリアム・モンゴメリーは、シンガポール赴任中に、原住民が日用品の原料としてガタパーチャと呼ばれる樹脂を使用していることを知った。モンゴメリは1843年にガタパーチャを大量に購入し、ロンドンで行われていた会合でそのサンプルを提出したところ、ホイートストンやマイケル・ファラデーの興味を引いた。ファラデーはその後ガタパーチャの研究を行い、1843年と1848年に研究結果を公表した。ガタパーチャは高い絶縁性を持ち、水に溶けず、低温では硬度が上がるといった特徴を有していた。そしてこれは海底ケーブルに適した性質であった。
こうして、イギリスではファラデーらにより、ガタパーチャを使用した海底ケーブルの実験が行われた。同じころ、ヴェルナー・ジーメンスも当時イギリスに滞在していた弟を通じてガタパーチャを入手し、アメリカ政府に実験計画を提案、政府もこれを了承した。英米両国は実際に地下にケーブルを敷設し通信を行った。これらのケーブルは始めのうちは通信障害が多かったが、改良を重ねることで実用性を高めていった。

### ドーバー海峡横断ケーブル
ジョン・ワトキンス・ブレットとヤコブ・ブレットの兄弟は、ドーバー海峡にケーブルを敷設する計画を立てた。この計画は、1847年にフランス政府の許可を得て、1848年にはイギリスの許可も得ることができた。フランスの許可は1848年で期限切れとなってしまったため、1849年に再度取得した。そして1850年8月28日、ドーバーとカレーを結ぶケーブルの敷設を行った。敷設は成功し、いくつかのメッセージをやり取りしたが、翌日には切断され通信できなくなっていた。切断の原因は、フランスの漁師がケーブルを新種の海藻と勘違いして切り取って持ち帰ったためと言われている。
とはいえ、海底ケーブルの通信が可能だということは示せたため、ブレット兄弟はドーバー海峡への再度のケーブル敷設を計画した。前回の失敗が影響して資金集めには困難を強いられたが、技師のトーマス・クランプトンの支援を得ることができた。クランプトンはさらにケーブルの設計も行い、敷設工事にも参加するなど、このケーブルに深くかかわった。
敷設は1851年9月25日に開始され、11月13日に完了した。このケーブルは修理を繰り返しながらも1861年まで良好な状態で使用されたと記録されている。こうして、ドーバー海峡横断ケーブルは、2国間を結ぶ初の海底ケーブルとして大きな成功を収めた。ブレット兄弟のケーブルは1888年まで使用された。

### 海底ケーブル網の広がりと大西洋横断ケーブル

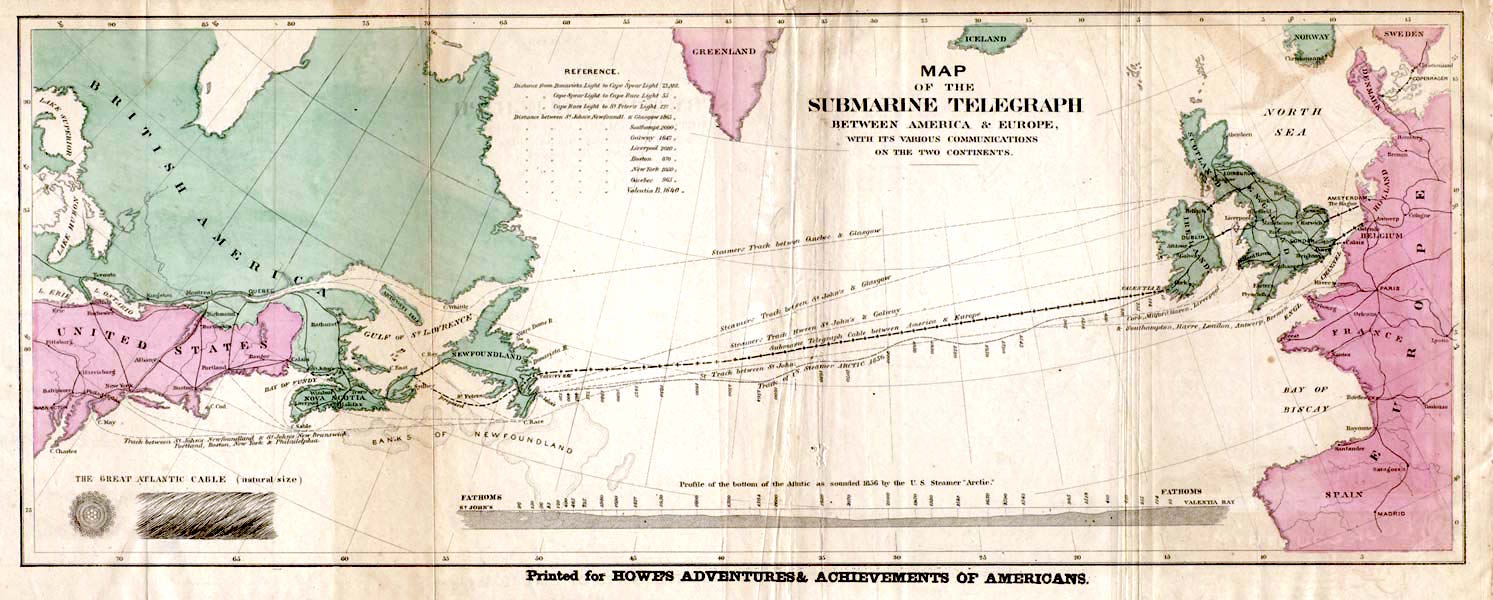
1858年頃の海底ケーブル網

ドーバー海峡横断ケーブルの成功によって、海底ケーブルの性能が広く知られるようになった。そのため、1850年代にはイギリス-オランダ間、ラ・スペツィア（イタリア）-コルシカ（フランス）-サルデーニャ（イタリア）、地中海、黒海など、多くの海底ケーブルが敷かれていった。
こういった流れを受けて、大西洋を結ぶケーブルも計画された。敷設には多くの失敗と約10年の時間を必要としたが、1866年にヴァレンティア島とニューファンドランド島の間で敷設工事が成功し、ヨーロッパとアメリカ大陸が海底ケーブルで結ばれた。

### イギリスによる海底ケーブル網の完成

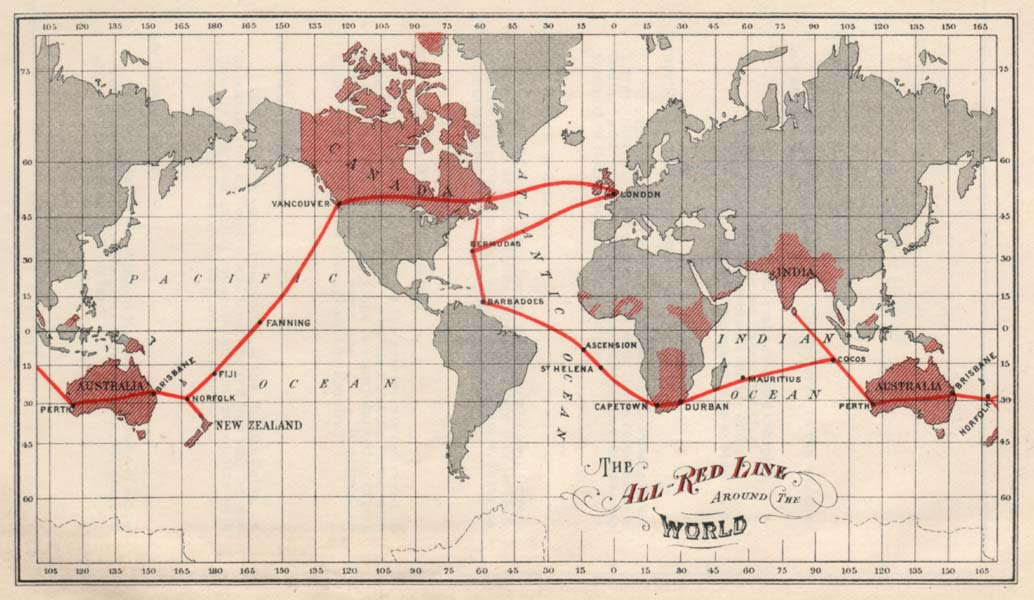
オール・レッド・ライン

大西洋横断ケーブル敷設後の1868年、イギリスはこれまでの国内すべての電信会社を国有化した。そして、それらの会社に多額の買収金が支払われた。この資金をもとに、イギリスは次々と新しいケーブルを敷設していった。ケーブル網は南アフリカのケープタウンや、ブラジルのペルナンブーコ、ウルグアイのモンテビデオまで達した。
中でも重要視されたのが、イギリスの植民地だったインドとの通信であった。イギリスとインドはすでに陸上のケーブルで結ばれていたが、このケーブルは通信状態が悪かったので、新たなケーブルを必要としていた。そして、イギリスからイベリア半島、地中海を通り、さらにスエズからアデンを経由してムンバイへと至る海底のインド洋線が開通し、1870年から通信を始めた。さらに1872年には、インドからオーストラリアへのケーブルも敷設された。
インドへの海底ケーブルは、開通当時は3つの会社のケーブルを経由してつながっていたが、1872年に、その3社と他の1社を加えた4社は合併し、イースタン・テレグラフ社が誕生した。一方、インド以東のケーブルを所持していた会社も合併し、イースタン・エクステンション社が設立された。この2つの企業は多数の海底ケーブルを有し、通信産業において大きな力を持った。そしてそれは、イギリスの通信面における優位性を示すものであった。イギリスは当時の自国の植民地をつなぐ大きなケーブル網を作り上げることに成功した。このケーブル網は、イギリスの植民地が地図上で赤く塗られていたことにちなみ、オール・レッド・ラインと呼ばれる。
その到達点が、太平洋横断電信ケーブルである。この事業は1878年に開始され、1902年、カナダのバンクーバーから、フィジーを経由し、そこからニュージーランドや、オーストラリアのブリスベンへとつながるケーブルが完成した。同じころ、イースタンが半分出資する会社がサンフランシスコからハワイ、ミッドウェー経由でフィリピンまでつないだ。また、ポーツマス条約締結から1週間で日本と契約し、小笠原を境にグアムと横浜を共同で接続した。
アフリカへのケーブルはジョン・ペンダーが、東アフリカ沿岸についてズールー戦争を機会とし、西アフリカ沿岸は1886年1月に、それぞれ敷設用に補助金を受け取った。後者は年額1万9,000ポンド。これを使ってペンダーはガタパーチャ社からガンビア-カーボベルデ間の敷設権を購入した。3年後、二者は通信量カルテルを結んだ。
また、イギリス政府はロシア南下政策に対抗して上海-朝鮮間のケーブル敷設に8万5,000ポンドを費やしたが、役に立たないことが分かって、1万5,000ポンドでペンダーに払い下げてしまった。

### 各国による電信ケーブル網の広がり
大西洋横断電信ケーブル以後、イギリス以外の国においても海底ケーブルの敷設は行われた。特に北大西洋においては、フランス、ドイツ、アメリカによってケーブルが敷設され、その本数はイギリスのケーブルと合わせると1901年の時点で15本に達した。
とはいえ、19世紀においては、海底ケーブルの主導権はイギリスにあった。ケーブルは高価であり、敷設にもケーブル敷設船など多大な投資を必要とするため、企業が新規に参入するにはハードルが高かった。さらに、ケーブルの絶縁物質であるガタパーチャの生産は、イギリスのガタパーチャ社が押さえていた。1901年の時点で海底ケーブルの総距離はおよそ36万キロメートルに達していたが、以上のような理由により、イギリスはそのうちの63％を占めていた。
この力を背景に、イギリスは他国の重要な電報を盗聴したり、伝達を故意に遅らせたりするなど、外交面でケーブルを利用した。たとえば、1899年のボーア戦争の時に、イギリスはフランスと南アフリカの電報をすべて検閲し、暗号化された電報は通信しないという対応をとった。
20世紀に入るころになると、こうしたイギリスの独占を崩すため、他国によるケーブル網が広まるようになった。フランスはボーア戦争でのイギリスの対応が契機となって、国策によってケーブル敷設が盛んになった。そして、インドシナ半島へと接続するためのフエ-アモイ間（1901年）、西アフリカの植民地を結ぶブレスト-ダカール間（1905年）、インドと接続するためのマダガスカル-モーリシャス間（1906年）などが敷設された。
アメリカは1898年にフィリピンを植民地にしたため、太平洋へのケーブルを試みた。そして1903年に、サンフランシスコからホノルル、グアムを経由してマニラへ至るケーブルを開通させた。このケーブルは1906年には上海まで延伸し、さらに同年グアムから東京へと通じるケーブルも敷設した。
こうした諸外国の動きと、次で述べる無線通信が普及してきたことにより、イギリスの情報通信面における独占時代は終わりを迎えた。そして通信の主役は電信から電話へと移り変わることになる。

### 無線通信の台頭と装荷ケーブル
20世紀に入り無線通信の開発が進み、長波による通信業務が大西洋などで始まった。そして1920年代には短波無線による電話通信が始まり、無線は海底ケーブルによる通信を脅かす存在になっていった。
一方、海底ケーブルは従来よりも通信速度を高めた装荷ケーブルが開発された。そして1921年、キーウェスト-ハバナ間に、初の海底電話ケーブルが敷設された。さらに大西洋においても電話ケーブルを敷く計画があがったが、この案は見送られた。海底ケーブルは高価であったため、当時の無線通信で十分と判断されたのである。
しかし、無線通信にも、通信が不安定だという欠点があった。そのため、やがて安定して大容量の情報が送れる通信が求められるようになった。そしてこれを満たすのが同軸ケーブルであった。

### 海底同軸ケーブルによる電話回線
1927年、負帰還増幅器が開発され、同軸ケーブルによる多重搬送が可能になった。その後英米両国により同軸ケーブルによる海底電話ケーブルの研究が進められた。
アメリカは1930年代からベル研究所により研究が進み、1950年、キーウェスト-ハバナ間で同軸ケーブルの試験を行った。そして1956年、初の大西洋横断電話ケーブル TAT-1 がスコットランド-ニューファンドランド間に敷設、シーメンスの子会社に所有された。その後、アラスカ、プエルトリコなどにもケーブル敷設を行った。
イギリスも1938年ごろから郵政庁を中心に研究が進み、1943年、アイリッシュ海にケーブルを敷設した。その後改良したケーブルで、1961年にカナダとイギリスを結ぶケーブル CANTAT-1 をテレグローブ（2005年にタタ・グループが買収）が敷設した。さらに、バンクーバー-ハワイ-ニュージーランド、オーストラリアを結ぶ COMPAC と、香港-マレーシアを結ぶ SEACOM を敷設した。
以後も英米を中心に海底同軸ケーブルは世界中にはりめぐらされていった。また、通信システムも向上した。ケーブル自体の高性能化や、中継器にトランジスタを使用する（1968年）などの技術革新で、広帯域化が進んだ。そして海底ケーブルは電信や電話だけでなく、ファクシミリやテレビ放送の通信も行うようになった。
一方、無線通信はこれまでの短波通信に代わるものとして、1950年代後半から衛星通信の開発が進んだ。衛星通信は海底ケーブルに比べて回線容量が大きく、しかもケーブルが通っていない地域とも通信できるという利点があった。しかし、以前の短波通信と同じく通信が不安定という欠点も持っていた。そのため、両者は互いの欠点を補いながら発展していった。

### 光ケーブルの開発と普及
1970年代から、それまでの銅を導体にしたケーブルに対して、光ファイバーによるケーブルの実用化が進められた。研究はアメリカのAT&T, イギリスのBT, フランスのCNET（現Orange）、日本のKDD（現KDDI）、電電公社（現・NTTグループのNTTワールドエンジニアリングマリン）などによって行われた。
1982年、海洋法に関する国際連合条約が採択された。この条約は、排他的経済水域、大陸棚、公海におけるケーブル敷設の自由をすべての国に原則として認めている。ただし、経済水域と大陸棚は例外規定により沿岸国は様々な制限を課すことができる。1986年、イギリス-ベルギー間に初の国際光海底ケーブルが敷設された。1988年には大西洋に、1989年には太平洋にケーブルが敷かれた。光ケーブルは、伝送損失が小さく大容量の情報が高速に伝送できるケーブルとして急速に普及した。
光ファイバーケーブルへの投資は2001年にピークを迎えた。
巨額の費用がかかることから従来の工事主体は政府か通信会社であったが、2020年以降はビッグ・テックによる投資も活発化している。

## 日本の海底ケーブル

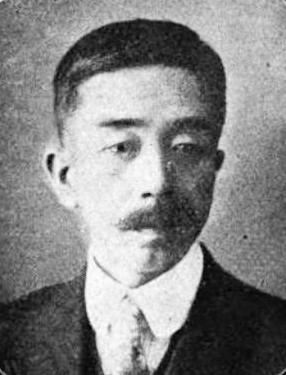
逓信省通信局工務課長・浦田周次郎（1870－1919、東京帝国大学卒）。日露戦争の軍用海底電線をはじめ、台湾、朝鮮、中国などで長距離通信敷設工事を担当した。浦田長民の娘婿

日本最初の海底ケーブルは1871年6月に大北電信会社により敷設された長崎-上海間及び長崎-ウラジオストク間のものである。現在の長崎市南山手一丁目18番地には「国際電信発祥の地」の碑があるが、かつてここにあったホテルベルビューの一室を借りていた大北電信会社によって同年8月12日、一般公衆電報の取り扱いが始まった。これは日本における国際電報事業が開始された日であり、翌年開通した欧亜陸上電信線と接続された。その後1883年に呼子-釜山間の海底電信線も敷設された。
一方、国内通信では、1873年にお雇い外国人指導の下で関門海峡に敷設したのが始まりである。1896年には、日清戦争で獲得した台湾への電信線敷設のため、日本最初の本格的海底ケーブル敷設船となる沖縄丸を導入。日露戦争では逓信省技師浦田周次郎らが軍用海底電線を敷設。国産船では小笠原丸が、1906年に後述の太平洋横断ケーブル工事を目的として建造されている。
1906年8月1日に、日米間太平洋横断国際海底ケーブルが開通した。これは、日本が東京から敷設したケーブルと、米国がサンフランシスコ-マニラ線のグアムから分岐して敷設したケーブルを父島で接続したもので、当初のルートは東京-小笠原（父島）-グアム-ミッドウェー-ホノルル-サンフランシスコであったが、1931年5月に東京側の陸揚地が鎌倉に変更された。
1914年8月末、同盟国のイギリスが芝罘・青島・上海に接続しているドイツ帝国の海底ケーブルを切断した。11月、青島の戦いが終結。このあと切断したケーブルの利権について日英間で交渉が行われた。1916年3月、切断したケーブルを日本が付け替え工事。青島-上海間は佐世保-上海間に、上海-ヤップ島間は沖縄沖で切られて那覇-ヤップ間に利用された。竣工は5月であった。
1919年、戦勝国がヨーロッパとアジアで切断し各国が実効支配しているドイツ帝国のケーブルは、パリ講和会議でその処遇が中心議題の一つとなった。3月の十人委員会席上でロバート・ランシングとウッドロウ・ウィルソンが、ドイツへ返還するか、または戦勝国が共同管理するという措置を提案した。しかし、決着はつかなかった。
1920年、ワシントン会議 (1922年) の予備会が1920年10月10日から12月14日の間にワシントンで開かれた。ケーブルをめぐる交渉には特別分会が設けられ、議長はジョン・W・デイビスが務めた。各国の代表として日本の幣原喜重郎、イギリスのブラウン、フランスのラネル、イタリアのブランビルが参加した。十数次にわたる会合を経て、議論は本会に持ち越された。
1921年、本会議でイタリアを除く参加国が、以下の3点で合意した。
1. ヤップ-上海間は日本に、ヤップ-グアム間は合衆国に、ヤップ-メナド間はオランダに帰属させる。
2. 各線の両端は、1. で割り当てを受けた国が運用する。アメリカ・オランダはヤップ島でいかなる課税・警察を受けない。
3. 日本はヤップ - 那覇線を上海まで延長する。

1922年2月11日、2. の見返りとして、アメリカは日本のヤップ島領有権を認めた。
戦時中までもっていた海底ケーブルの所有権について、日本は戦後処理によりその大部分を失った。
1964年TPC-1（Trans Pacific Cable, 神奈川-グアム-ハワイ）が開通し、電話回線128回線が実現された。1969年JASC（新潟-ナホトカ）の120回線が敷かれた。しばらくしてからTPC-2（1975年、沖縄-ハワイ、電話回線：845回線）に続き、ECSC（熊本-上海、1976年、電話回線：480回線）、OLUHO（沖縄-ルソン-香港、1977年、電話回線：1,200回線）、OKITAI（沖縄-台湾、1979年、電話回線：480回線）、JKC（浜田-釜山、1980年、電話回線：2,700回線）などの同軸ケーブルが敷設された。そしてTPC-3（1989年、容量：560 Mbps）では、初めて光ファイバーが用いられ、NPC（1990年、容量：1 Gbps）、TPC-4（1992年、容量：1 Gbps）、TPC-5CN（Cable Network: 環状、1995年、容量：10 Gbps）が建設され、日米間の通信とともに、アジア地域と欧米との中継を含めたバックボーンとして重要な役割を担った。
日本に接続されるその他の国際海底ケーブルには、APCN（10 Gbps, 陸揚国：韓国、香港、フィリピン、台湾、タイ、マレーシア、シンガポール、インドネシア）や、インド洋を経由するSEA-ME-WE3（40 Gbps, 陸揚国：韓国、中国、台湾、香港、マカオ、フィリピン、タイ、ブルネイ、ベトナム、シンガポール、マレーシア、インド、インドネシア、ミャンマー、オーストラリア、スリランカ、パキスタン、オマーン、アラブ首長国連邦、ジブチ、トルコ、サウジアラビア、エジプト、キプロス、ギリシャ、イタリア、モロッコ、ポルトガル、フランス、イギリス、ベルギー、ドイツ）などもある。
その後、インターネット時代を迎え、より大容量な海底ケーブルへと進化した技術には、WDM（Wavelength Division Multiplexing：光波長多重）や光ファイバーがあげられる。これらの技術によって、China-US CN（2000年、容量：80 Gbps）、Japan-US CN（2001年、容量：400 Gbps）、Unity（2010年、容量：20 Tbps）へと飛躍的な大容量化が実現された。
TPC-1、TPC-2などの退役した同軸ケーブルは地震研究などに転用されている。
欧米のネットバブルにより、従来の通信事業者主体からプライベートケーブルと呼ばれる非通信事業者系ケーブルが登場した結果、インターネット時代といえども供給過剰ともいわれる一方、国際的な更なるブロードバンド化に伴う需要の受け皿にもなっている。
2014年8月、KDDIが中国電信、Google, シンガポール・テレコムなどと日米間海底光通信ケーブル FASTER の共同建設・投資を協定。11日、NECとの間で FASTER のシステム供給契約を発効した。2016年6月に建設を完了、運用を開始した。日本側地上局は千葉県南房総市と三重県志摩市に設置。前者はすでにケーブル過密域である。KDDI によると、海底ケーブルは日本の国際トラフィックの99％を担っている。

## 接続ポイントからの盗聴
外国の通信を傍受するのに、海底ケーブルの接続ポイントから容易に情報を得ることが出来るとされる。
最近の例では、アメリカによるアンゲラ・メルケル独首相盗聴疑惑がある。デンマーク公共放送によれば、デンマーク政府は2012～2014年にかけて、アメリカ国家安全保障局（NSA）にメルケル首相やフランス政府高官らに対するスパイ活動を行うため、海底ケーブルへの接続を許可していたと放送。メルケル首相らに対するスパイ活動は、2013年、中央情報局(CIA) のエドワード・スノーデン元職員により持ち出された情報をもとに盗聴疑惑が明らかになったが、この報道が事実であれば、アメリカはその後も活動を継続していたことになる。
ウィキリークスは2015年に、NSAが日本の財務省、経済産業省、日本銀行などを盗聴し、日本の通商政策や地球温暖化対策などの情報を集めていた疑いを暴露し、時の副大統領ジョー・バイデンが安倍晋三首相に電話し陳謝している。米国では海底ケーブルは情報の宝庫としていて、2020年にGoogleやFacebookなどが計画した、『ロサンゼルス - 香港間』の海底ケーブル敷設は、香港で中国側に情報を盗まれる恐れがあるとして警告し、計画は頓挫した。また、BRICS諸国はアメリカ側による盗聴を嫌い、2012年にBRICSケーブルの建設計画が持ち上がったりもした。
今日では、光ファイバーに置き換わっているため非破壊での傍受は極めて困難である。かつては海底に設置された中継器のアンプから漏洩する電気信号から傍受が可能であったが、1997年以降からは光増幅器に変わったために不可能になった。